# شیار (ریخت‌شناسی)

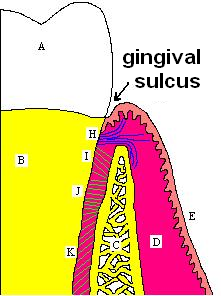
شیار لثه‌ای در گردن دندان پستانداران.

دانه‌های گرده از Cercis شیاردار با سطحی مشبک اند.

تصویر دورانی از مغز نسان، در این تصویر شیار جانبی مغز نشان داده شده.

در ریخت‌شناسی زیستی و کالبدشناسی، شیار (به انگلیسی: Sulcus) (جمع آن sulci) اصطلاحی تخصصی است که ممکن است به شیار سطح اندام یا عضوی اشاره کند، به‌خصوص در سطح مغز یا برخی ماهیچه‌ها (شامل ماهیچه قلب)، استخوان‌ها و ... .بسیاری از شیارها محصول چین‌خوردگی سطحی یا اتصالاتی چون لثه اند که در آن‌جا، حول گردن دندان شیارهایی طبق تصویر مشاهده می گردد.
در جانورشناسی بی‌مهرگان، شیار، چین‌خوردگی یا مرزی است که به طور خاص در لبه‌های اسکلریت‌ها یا بین قطعات شکل می گیرد.